# 澳門同人節
澳門同人節(英譯:Macau Comic Festival)，澳門首個以“同人活動”為主題的同人即賣會，略稱MCF，於每年8月尾、9月初舉辦，為期兩天。是目前澳門上連續舉辦時間最長的同人即賣會。目前已經舉辦了20屆（MCF20）。

## 概要
第一屆MCF於2004年舉行，為目前澳門連續舉辦場次最多的動漫類別活動。參展組織來自澳門本地居多，亦有來自香港、台灣、日本及馬來西亞的參加組織。
於第七屆MCF開始，活動邀請海外(主要是日本)的表演嘉賓，當中包括日本動畫歌手、舞蹈團、聲優及插圖繪師。

## 活動單位
主辦單位
- 紅葉動漫同人會

## 外部連結
- 澳門同人節官方網站 （页面存档备份，存于）

1. ↑  author-link, author-link. . Facebook. 2024-8-31  [2025-7-29]. （原始内容存档于2025-7-29） （cn）. |author=和|last=只需其一 (帮助);